# Josef Luchner
Josef Luchner (* 28. November 1877 in Bozen; † 6. Juli 1931 in Vent) war ein österreichischer Politiker der Christlichsozialen Partei (CSP).

## Leben
Luchner wuchs in Meran auf. Nach dem Besuch der Volksschule und des Gymnasiums absolvierte er ein Studium der Rechtswissenschaften an der Universität Innsbruck, das er 1902 mit der Promotion abschloss. Seit 1901 war er Mitglied der katholischen Studentenverbindung AV Vindelicia Innsbruck. Nach seiner Promotion begann er als Rechtsanwalt zu arbeiten und wirkte ab 1908 wieder in seiner Heimatstadt Meran. Nach dem Ersten Weltkrieg, in dem er als Reserveoffizier gedient hatte, engagierte er sich für den Verbleib Südtirols bei Österreich bzw. gegen die Annexion durch Italien. Vom 4. April 1919 bis zum 10. Dezember 1919, dem Datum des Inkrafttretens des Vertrags von Saint-Germain, war er Delegierter in der Konstituierenden Nationalversammlung. Auf der Meraner Autonomiekundgebung vom 9. Mai 1920 hielt er als Vertreter der CSP eine martialische Rede unter dem Motto „Kampf um den deutschen Süden“. Bei den letzten freien Wahlen vor der Machtergreifung der Faschisten wurde Luchner 1922 zum Vizebürgermeister von Meran gewählt. Beruflich konnte der mit österreichischem Recht vertraute Jurist in Italien nicht mehr Fuß fassen und verschuldete sich, weswegen er am 6. Juli 1931 über das Hochjoch nach Österreich floh. Zuletzt gesehen wurde er am späten Nachmittag des 6. Julis vom Wirt des Hochjochhospizes. Am 10. Juli wurde er leblos etwa 20 Gehminuten entfernt aufgefunden, als Todesursache wurde ein Herzschlag festgestellt.